# Vignague
La Vignague (en occitan Vinhaga) est une  rivière du sud de la France c'est un affluent du Drot (ou Dropt) donc un sous-affluent de la Garonne.

## Géographie
De 25,4 km de longueur, la Vignague est une rivière qui prend sa source sur la commune de Soussac en Gironde et se jette dans le Drot en rive droite sur la commune de Morizès.

### Communes et cantons traversés
- Gironde : Mauriac, Soussac, Cleyrac, Cazaugitat, Sauveterre-de-Guyenne, Saint-Sulpice-de-Pommiers, Saint-Hilaire-du-Bois, Saint-Félix-de-Foncaude, Saint-Exupéry, Saint-Laurent-du-Plan, Morizès.

## Affluents
Le Service d'administration nationale des données et référentiels sur l'eau (SANDRE) et le Système d'Information sur l'Eau du Bassin Adour Garonne (SIEAG) ont répertorié vingt-deux affluents et sous-affluents de la Vignague. 
| - Les affluents de la Vignague. |

Dans le tableau ci-dessous se trouvent : le nom de l'affluent ou sous-affluent, la longueur du cours d'eau, son code SANDRE, des liens vers les fiches SANDRE, SIEAG et vers une carte dynamique d'OpenStreetMap qui trace le cours d'eau.